# Antherophagus convexulus
Antherophagus convexulus là một loài bọ cánh cứng trong họ Cryptophagidae. Loài này được LeConte miêu tả khoa học năm 1863.